# Таджура (регион)
Таджура (фр. Tadjourah; араб. تاجورة‎) — регион Джибути. Административный центр — город Таджура. Площадь — 7300 км², население — 86 704 человека (2009 год).

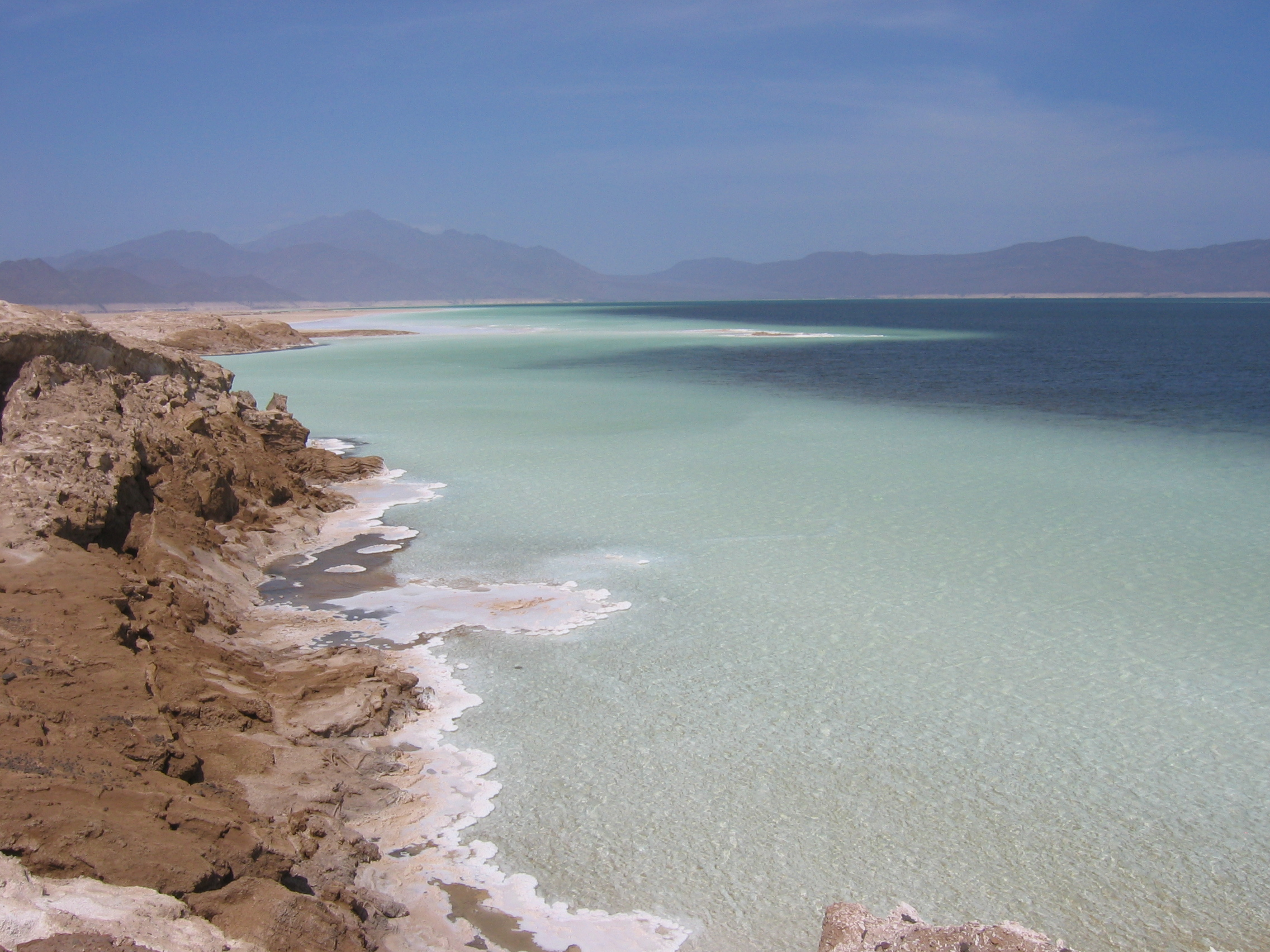
Побережье Джибути

Регион на севере граничит с Эритреей, на северо-западе с Эфиопией, а также с регионами Джибути Дикиль на юго-западе и Арта на юге. На юго-востоке побережье залива Таджура.
Крупнейшие населённые пункты — Адэйлу, Дорра, Ранда.